# Conus textile neovicarius
Conus textile neovicarius is een ondersoort van de zeeslakkensoort Conus textile, uit het geslacht Conus. De slak behoort tot de familie Conidae. Conus textile neovicarius werd in 1982 beschreven door da Motta. Net zoals alle soorten binnen het geslacht Conus zijn deze slakken roofzuchtig en giftig. Zij bezitten een harpoenachtige structuur waarmee ze hun prooi kunnen steken en verlammen.